# Glucosilación no enzimática
La glucosilación no enzimática, también conocida como reacción de Maillard, consiste en una reacción no enzimática de grupos amino primarios de proteínas con el grupo carbonilo de azúcares reductores, como glucosa o ribosa. Esta reacción se produce en tres etapas principales, siendo las iniciales reversibles y rápidas, mientras que las posteriores son más lentas e irreversibles:

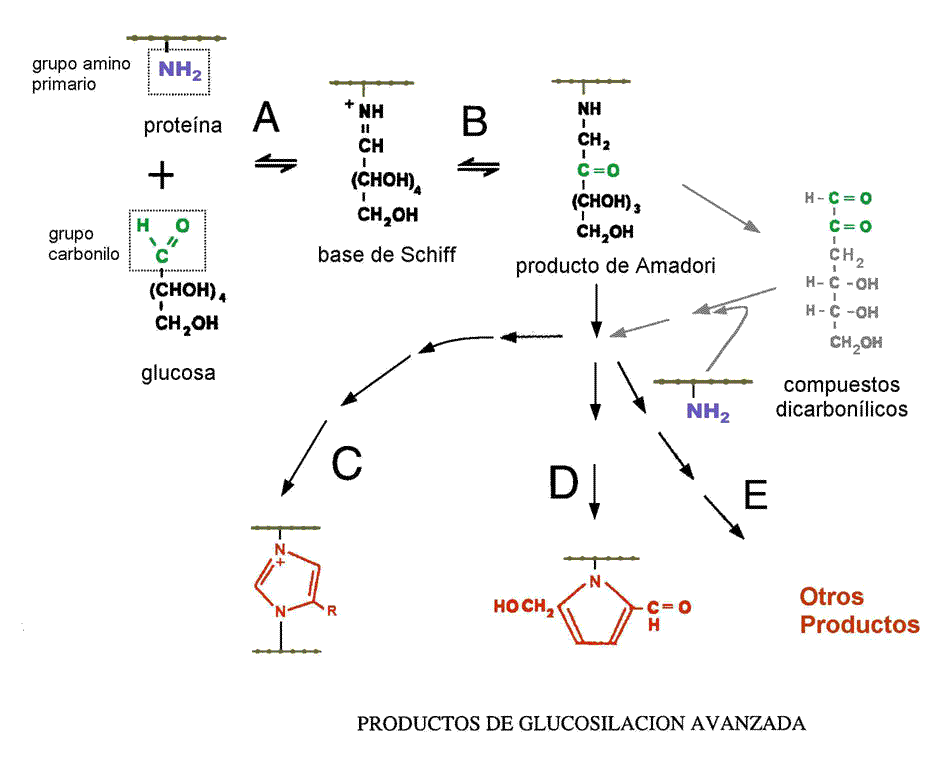
Productos de la glucosilación no enzimática. Principales reacciones del proceso de glucosilación no enzimática de proteínas. (A) Formación de la Base de Schiff. (B) Reorganización de Amadori. Los productos de Amadori pueden originar derivados con estructura imidazólica (C), pirrólica (D), entre otros.

- Formación del compuesto Base de Schiff mediante la unión del azúcar con la proteína.
- Reorganización de la estructura de la Base de Schiff para formar una conformación más estable, denominada producto de Amadori.
- Transformación del producto de Amadori que da lugar a numerosos productos coloreados y fluorescentes (AGE’s).

## Características de las especies reactivas
La glucosa es el azúcar más abundante en el organismo, y es por tanto el reductor considerado en las reacciones de glucosilación no enzimática.
Los aminoácidos, una vez formado el  enlace peptídico, dejan libre el grupo amina primaria, que será el grupo más reactivo en la glicosilación no enzimática para reaccionar con los azúcares (además de los grupo amino de la cadena lateral de residuos de Lys y Arg). Si estos grupos se encuentran ocultos en la estructura tridimensional, los azúcares no podrán acceder a ellos y no habrá reacción con el carbonilo.
Por otro lado, cuanto más básico sea el grupo amino, mejor reaccionará con los azúcares.

## Formación de los productos finales de la glucosilación no enzimática
Los productos finales de la glicosilación no enzimática son conocidos como AGEs (Advanced glycation end products).
La formación de estos productos es compleja e irreversible y se da gracias a una serie de reacciones del grupo carbonilo de los productos de Amadori con otros grupos amino. Tras prolongado contacto con la glucosa, proteínas como el colágeno, que son de bajo recambio, dan lugar a los productos finales de la glicosilación. Por anto, la aparición de dichos productos está determinada por la concentración de azúcares y el tiempo de exposición de la proteína con los mismos. La mayoría de estos productos finales son fluoróforos y son capaces de producir “enlaces cruzados” o agrupaciones entre proteínas.

## AGE's y envejecimiento
El exceso de azúcares reductores se une a proteínas estructurales (colágeno y elastina), proteínas de la membrana plasmática y circulantes, y se acumulan tanto dentro como fuera de la célula. Como consecuencia, el colágeno pierde sus propiedades al aumentar su rigidez y disminuir su solubilidad y, con ello, se produce la pérdida de laxitud, arrugas y descamación de la piel.
La glicación favorece el envejecimiento de la piel mediante la degradación tisular. La formación de complejos AGEs-proteínas está vinculado al estrés oxidativo, factores de crecimiento y al entrecruzamiento de macromoléculas de la matriz extracelular.

## AGE's y diabetes
Una de las enfermedades que provocan envejecimiento prematuro y acelerado es la diabetes mellitus. Está caracterizada por hiperglucemia crónica (niveles descontrolados de azúcar en sangre) que acelera las reacciones de azúcares con otras moléculas. Esto provoca que los AGE que se forman se entrecrucen y alteren la funcionalidad de otras moléculas.
En este tipo de diabetes, las células musculares y el tejido graso no pueden utilizar este azúcar por falta de insulina. Sin embargo, en el resto de células (que no requieren insulina) se favorece la glicación de proteínas, ya que se encuentran en altas concentraciones de glucosa. Esto puede producir cataratas o enfermedad renal, entre otras afecciones.

## Inhibidores de la glicación
Existen diferentes métodos para retardar el proceso de glicación para evitar que se produzca la unión de los reactivos. Dichos métodos son utilizados para prevenir la generación de productos tóxicos y agentes mutágenos producidos por glicación. Un ejemplo es el siguiente: disminuir la temperatura, con el fin de bloquear el grupo amino por acidificación del medio de reacción o el grupo carbonilo con otros compuestos como el sulfito de sodio.

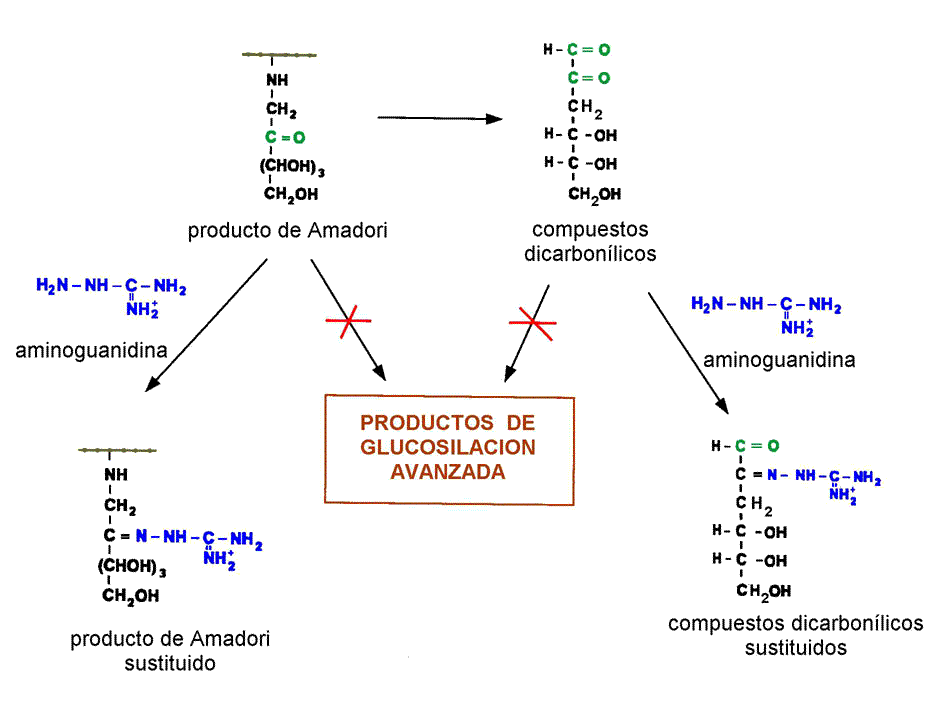
Prevención de la formación de productos de glucosilación avanzada mediante la aminoguanidina.

Una posible alternativa es frenar la reacción una vez formada la base Schiff mediante el bloqueo de la conversión del producto de Amadori en AGEs, que realizará las amadorinas, siendo la más potente la piridoxamina (análogo de la vitamina B), y compuestos dicarbonílicos formados.
La aminoguanidina inhibe in vitro la formación de productos de glucosilación avanzada en el colágeno. Actualmente, se encuentra en tercera fase de ensayos clínicos para su aplicación en las complicaciones renales asociadas a la diabetes.
Asimismo, las estatinas están adquiriendo un nuevo valor terapéutico al observarse que pueden prevenir el daño ocasionado por AGE’s en el riñón.